# Fumihiko Takayama
高山文彦
Fumihiko Takayama (高山文彦), né en 1953, est un réalisateur et scénariste japonais d'anime, travaillant souvent sur des œuvres mechas comme Gundam ou Patlabor.

## Liste des œuvres
- 1982 : Le Magicien d'Oz (film) - Réalisation
- 1982 : The Super Dimension Fortress Macross (série télévisée) - Storyboard (ep 4,10,24,30,35), directeur d'épisode (ep 1,4,6,11,15,18,24,28,35)
- 1985 : Mahō no Star Majikaru Emi (série télévisée) - Storyboard (ep 26), directeur d'épisode (ep 18,26,30,34)
- 1987-91 : Bubblegum crisis (OAV) - Réalisation (ep 7)
- 1989 : Mobile Suit Gundam 0080 : War in the Pocket (OAV) - Réalisation, storyboard (ep 1,3,4,6), directeur d'épisode (ep 6)
- 1990 : Nadia, le secret de l'eau bleue (série télévisée) - Directeur d'épisode (ep 21)
- 1991 : Z-Knights (OAV) - Réalisateur
- 1993-95 : Super Dimension Century Orguss (OAV) - Réalisateur, idée originale
- 2001 : Patlabor WXIII  (film) - Supervision de la réalisation
- 2002 : RahXephon (série télévisée)) - Scénario (ep 2,19)
- 2003 : Gunparade March (en) (série télévisée) - Supervision, scénario, script (ep 7,10)
- 2004 : Hikari to mizu no Daphne (série télévisée) - Script (ep 15,16)
- 2006 : Yomigaeru Sora – Rescue Wings (série télévisée) - Scénario, script (ep 1,4,6)
- 2007 : Sword of the Stranger (film) - Scénario
- 2008 : Birdy the Mighty Decode (série télévisée) - Script (ep 8,12)
- 2009 : Birdy the Mighty Decode:02 (série télévisée) - Script (ep 9)
- 2009 : Aoi Hana (série télévisée) - Scénario, script (ep 1-6,11)
- 2011 : Manyū Hiken-chō (série télévisée) - Script (ep 3-6)